# Blackbolbus hollowayorum
Blackbolbus hollowayorum es una especie de coleóptero de la familia Geotrupidae.

## Distribución geográfica
Habita en Australia.